# Lecteur de carte
Un lecteur de carte est un appareil connecté ou indépendant qui sert à accéder aux données contenues dans une carte à puce ou un badge électronique. 

## Lecteurs PinPad

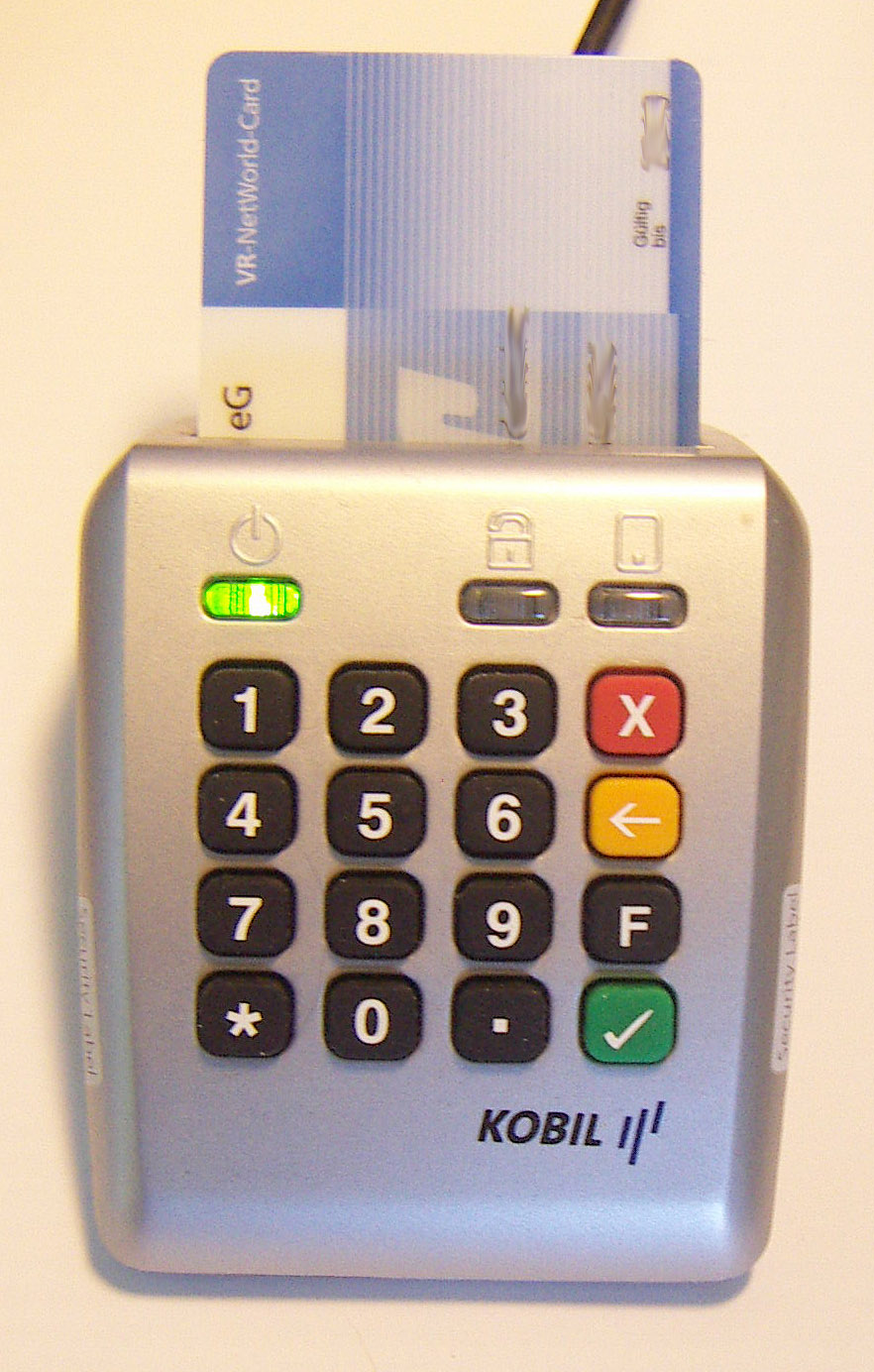
Un lecteur PIN pad connecté avec (clavier) intégré.

## Sécurité des lecteurs de carte

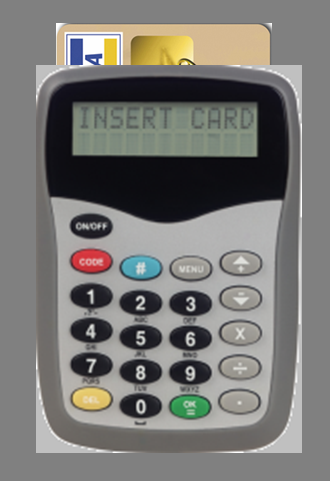
Un lecteur de carte autonome pour la génération de code unique (OTP).